# Emakumeen Nafarroako Klasikoa 2019
La Emakumeen Nafarroako Klasikoa 2019 (en euskera: Clásica de Navarra Femenina 2019) fue la primera edición de esta carrera ciclista femenina. Se realizó el 30 de julio de 2019. Formó parte del Calendario UCI Femenino 2019 y la ganó la sudafricana Ashleigh Moolman.

## Participantes
| Equipos femeninos (13)- Movistar Team - CCC-Liv - Mitchelton-Scott - Alé Cipollini - Cogeas-Mettler - WNT-Rotor Pro Cycling - BePink - Charente-Maritime Women Cycling - Servetto-Piumate-Beltrami TSA - Eneicat Cycling Team - Massi Tactic - Bizkaia-Durango - Sopela Equipo nacional- Corea del Sur Equipos femeninos de ciclismo amateur (2)- DN Auvergne-Rhône Alpes - Río Miera-Cantabria Deporte |
| |

## Clasificación general
| \| Clasificación general \| Clasificación general \| Clasificación general \| Clasificación general \| Clasificación general \| \| Ciclista \| Ciclista \| Equipo \| Tiempo \| \| \| --------------------- \| ---------------------- \| ------------------------------------ \| --------------------- \| --------------------- \| \| 1.ª \| Ashleigh Moolman-Pasio \| CCC-Liv \| 3 h 20 min 36 s \| \| \| 2.ª \| Lucy Kennedy \| Mitchelton-Scott \| + 2 s \| \| \| 3.ª \| Ane Santesteban \| WNT-Rotor Pro Cycling \| + 1 min 23 s \| \| \| 4.ª \| Janneke Ensing \| WNT-Rotor Pro Cycling \| + 1 min 23 s \| \| \| 5.ª \| Eider Merino \| Movistar Team \| + 1 min 25 s \| \| \| 6.ª \| Yevheniya Vysotska \| Servetto-Piumate-Beltrami TSA \| + 1 min 53 s \| \| \| 7.ª \| Mariya Novolódskaya \| Cogeas-Mettler-Look Pro Cycling Team \| + 2 min 58 s \| \| \| 8.ª \| Tatiana Guderzo \| Bepink \| + 2 min 58 s \| \| \| 9.ª \| Mavi García \| Movistar Team \| + 4 min 09 s \| \| \| 10.ª \| Soraya Paladin \| Alé Cipollini \| + 4 min 09 s \| \| |                        |                                      |                 |
| |                        |                                      |                 |
| Fuente: Cycling Quotient |                        |                                      |                 |
| Clasificación general |                        |                                      |                 |
| Ciclista | Ciclista               | Equipo                               | Tiempo          |
| 1.ª | Ashleigh Moolman-Pasio | CCC-Liv                              | 3 h 20 min 36 s |
| 2.ª | Lucy Kennedy           | Mitchelton-Scott                     | + 2 s           |
| 3.ª | Ane Santesteban        | WNT-Rotor Pro Cycling                | + 1 min 23 s    |
| 4.ª | Janneke Ensing         | WNT-Rotor Pro Cycling                | + 1 min 23 s    |
| 5.ª | Eider Merino           | Movistar Team                        | + 1 min 25 s    |
| 6.ª | Yevheniya Vysotska     | Servetto-Piumate-Beltrami TSA        | + 1 min 53 s    |
| 7.ª | Mariya Novolódskaya    | Cogeas-Mettler-Look Pro Cycling Team | + 2 min 58 s    |
| 8.ª | Tatiana Guderzo        | Bepink                               | + 2 min 58 s    |
| 9.ª | Mavi García            | Movistar Team                        | + 4 min 09 s    |
| 10.ª | Soraya Paladin         | Alé Cipollini                        | + 4 min 09 s    |